# Giorgos Theodoridis
Giorgos Theodoridis (Grieks: Γιώργος Θεοδωρίδης) (Frankfurt am Main, 3 juli 1980) is een Grieks voormalig voetballer die doorgaans als middenvelder speelde. Zijn laatste club was Agrotikos Asteras, waar hij in 2015 onder contract stond.

## Clubcarrière
Theodoridis werd geboren in Duitsland, maar verhuisde op jonge leeftijd naar Griekenland, waar hij ging spelen voor Aris Saloniki. Na nog even verhuurd te zijn geweest aan Athinaikos, werd de middenvelder in 2002 verkocht aan PAOK Saloniki. Later speelde hij in Griekenland nog voor Panathinaikos en Ergotelis. In het seizoen 2008/09 speelde hij nog even voor FSV Frankfurt, maar nadat dat geen succes ging worden vertrok Theodoridis naar Panetolikos. In 2012/13 speelde hij nog even voor Apollon Limasol. Nadat zijn contract bij Panetolikos was verlopen, verkaste Theodoridis naar Agrotikos Asteras, waarvoor hij één wedstrijd wilde. In september 2015 besloot de middenvelder te stoppen als professioneel voetballer.

## Interlandcarrière
Theodoridis debuteerde op 28 februari 2001 in het Grieks voetbalelftal. Op die dag werd er met 3–3 gelijkgespeeld tegen Rusland. De middenvelder moest van bondscoach Vasilis Daniil op de bank beginnen en hij viel een kwartier voor tijd in voor Georgios Georgiadis. De andere debutant dit duel was Angelos Charisteas (Aris Saloniki).
| Interlands van Giorgos Theodoridis voor Griekenland | Interlands van Giorgos Theodoridis voor Griekenland | Interlands van Giorgos Theodoridis voor Griekenland | Interlands van Giorgos Theodoridis voor Griekenland | Interlands van Giorgos Theodoridis voor Griekenland | Interlands van Giorgos Theodoridis voor Griekenland | Interlands van Giorgos Theodoridis voor Griekenland |
| №                                                   | Datum                                               | Wedstrijd                                           | Uitslag                                             | Competitie                                          | Goals                                               |                                                     |
| Als speler bij Aris Saloniki                        | Als speler bij Aris Saloniki                        | Als speler bij Aris Saloniki                        | Als speler bij Aris Saloniki                        | Als speler bij Aris Saloniki                        | Als speler bij Aris Saloniki                        | Als speler bij Aris Saloniki                        |
| --------------------------------------------------- | --------------------------------------------------- | --------------------------------------------------- | --------------------------------------------------- | --------------------------------------------------- | --------------------------------------------------- | --------------------------------------------------- |
| 1                                                   | 28 februari 2001                                    | Griekenland – Rusland                               | 3 – 3                                               | Vriendschappelijk                                   |                                                     |                                                     |
| Als speler bij Panetolikos                          |                                                     |                                                     |                                                     |                                                     |                                                     |                                                     |
| 2                                                   | 15 november 2011                                    | Griekenland – Roemenië                              | 1 – 3                                               | Vriendschappelijk                                   |                                                     |                                                     |